# S:t Nikolai-kyrkan

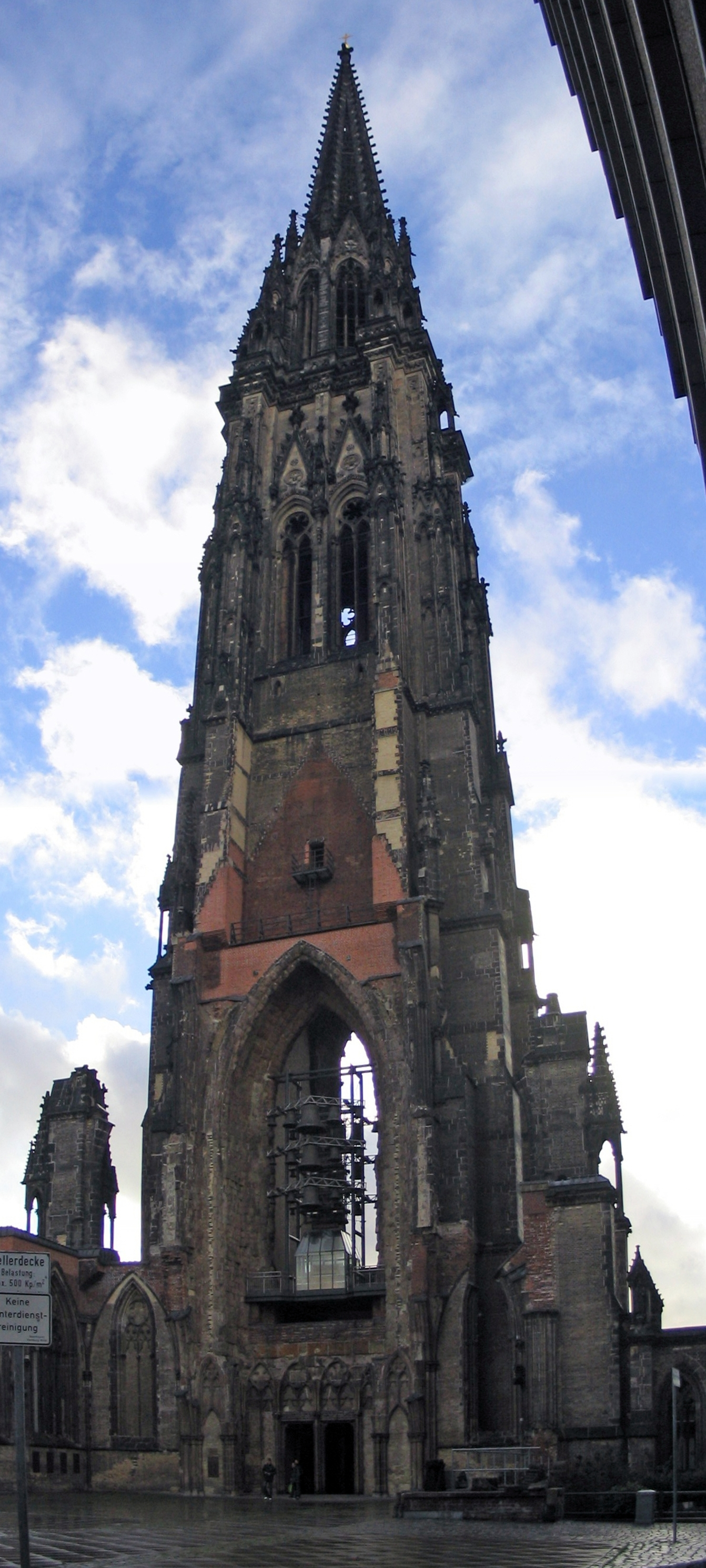
S:t Nikolai-kyrkan.

S:t Nikolai-kyrkan är en kyrkoruin efter andra världskrigets bombningar av Hamburg och efter kriget antikrigsmonument. Kyrkan förstördes den 28 juli 1943 i samband med Operation Gomorrah då taket rasade in och delar av tornet förstördes. Kyrkan var också ett riktmärke för bombpiloterna under kriget.
Kyrkan uppfördes på 1870-talet i nygotisk stil efter ritningar av sir Gilbert Scott. Kyrktornet var med sina 147,3 meters höjd vid invigningen 1874 världens högsta kyrktorn.
Efter andra världskriget beslöt man att inte återuppbygga kyrkan utan att enbart tornet tillsammans med delar av kyrkomuren skulle stå kvar. En ny S:t Nikolai-kyrka byggdes i distriktet Harvestehude och stod klar 1962. Tornet har dels funktionen som ett minnesmärke, men är sedan 2005 även en utsiktsplats. Besökare kan åka upp till en utsiktsplattform via en modern hiss som byggts inuti tornet. Idag finns även en underjordisk utställning i kryptan under kyrkan. Den skapades genom föreningen Rettet die Nikolaikirche e. V. som sedan 1987 arbetar för bevarandet.

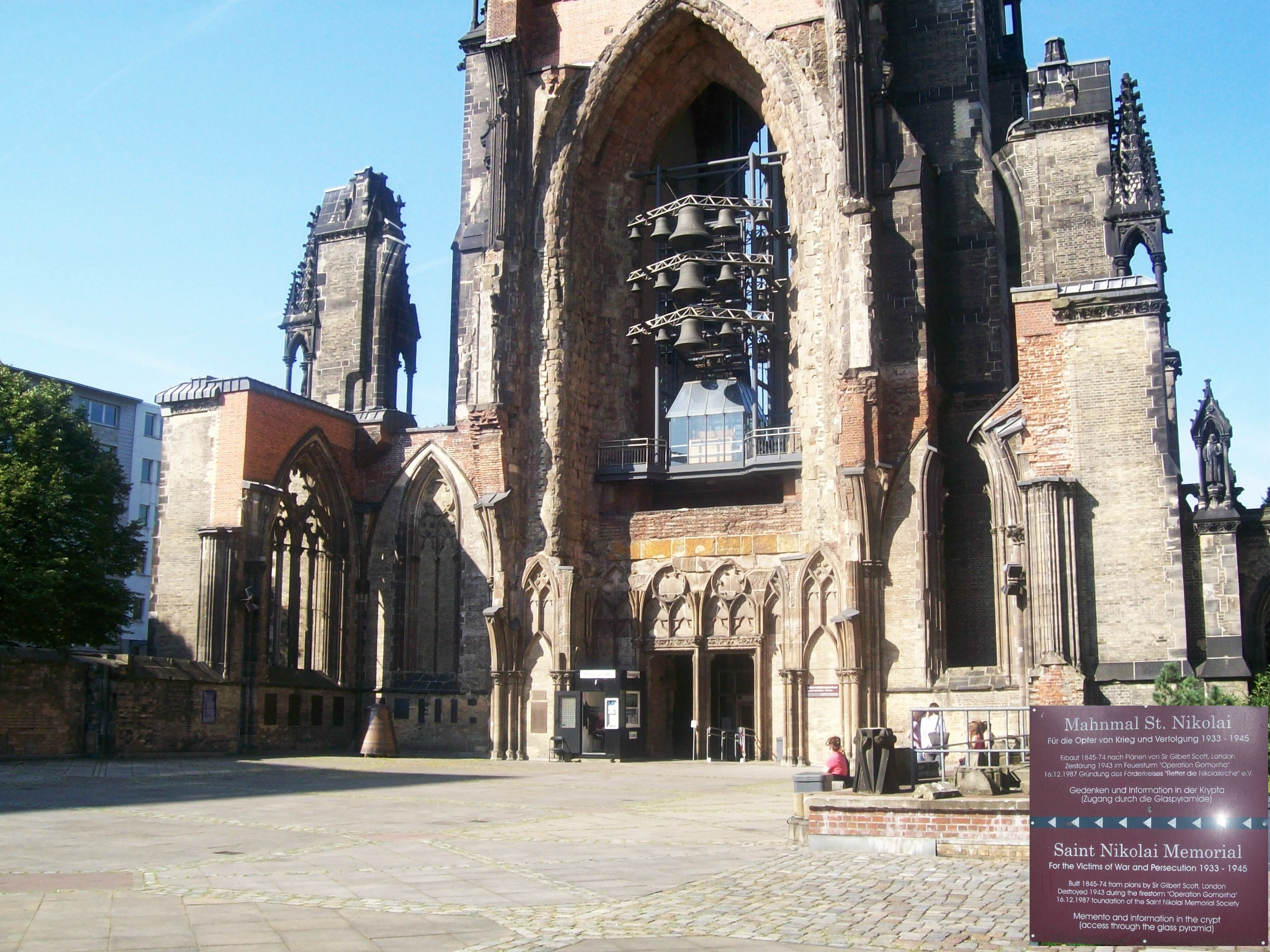
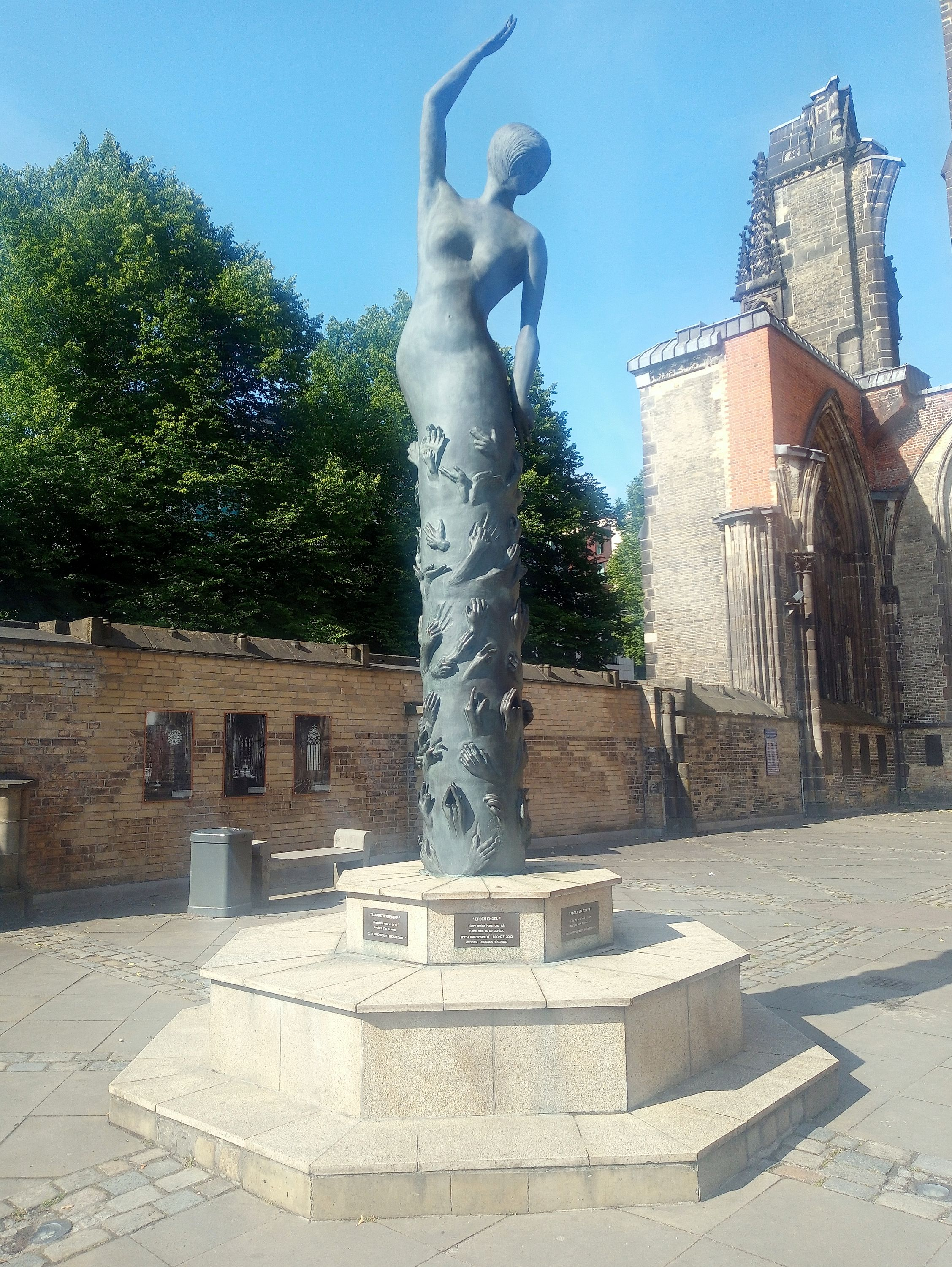
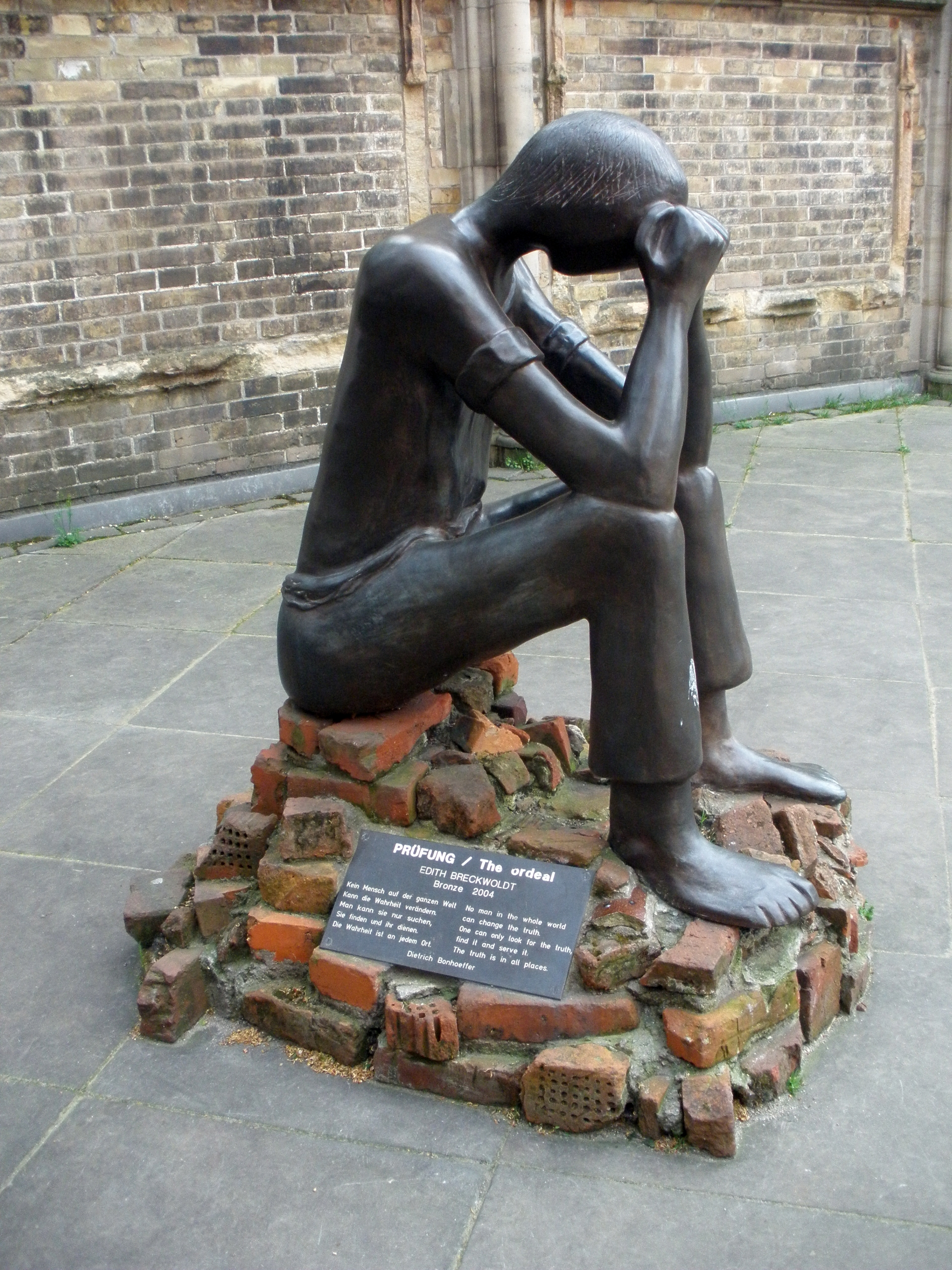
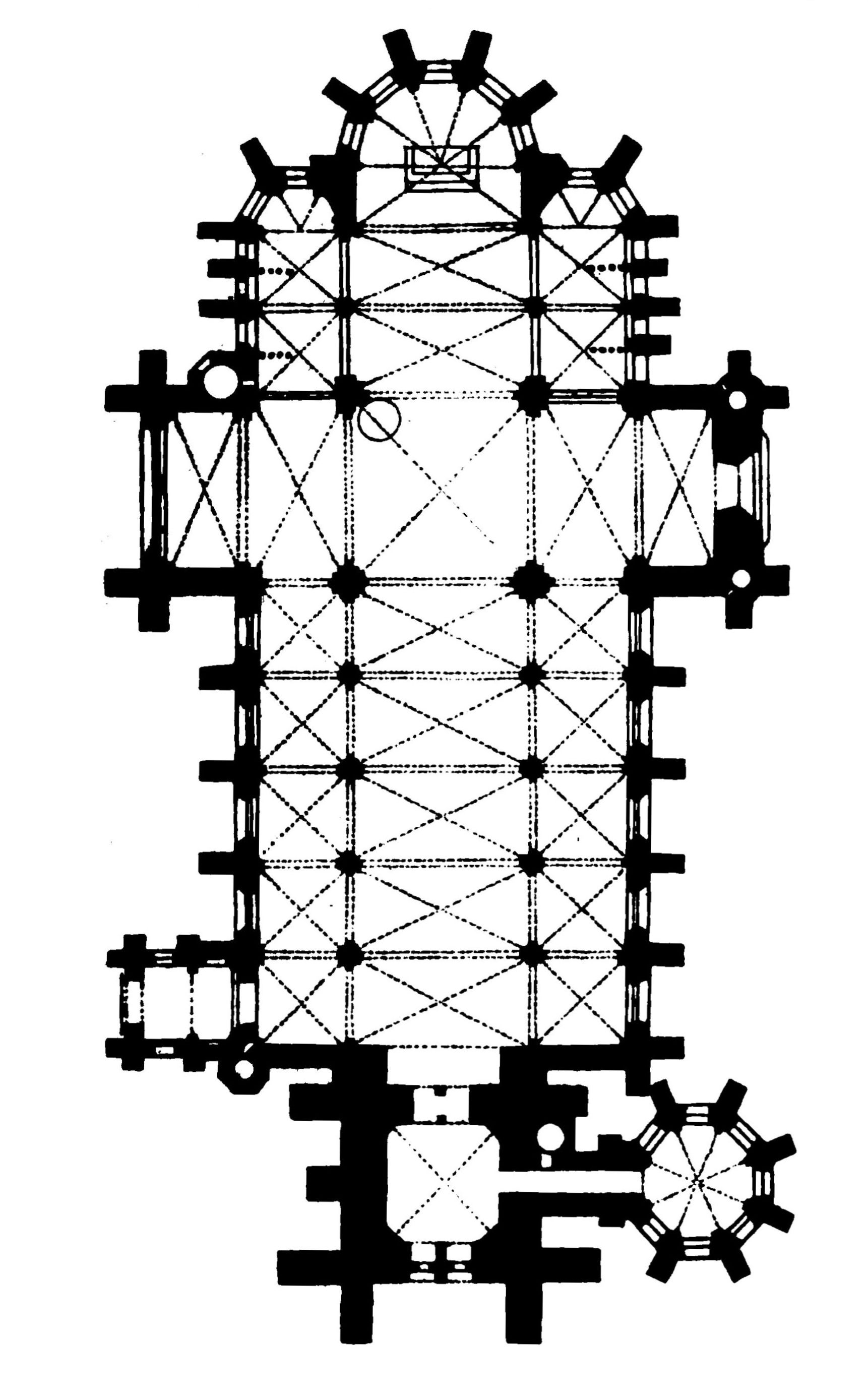
Planritning